# Anta de Vidigueira
L'Anta de Vidigueira est un  dolmen situé dans le village de Freixo sur le territoire de la municipalité de Redondo (District d'Évora, Portugal),. 
Le mot anta est l'équivalent portugais d'« ante » (pilier terminal d'un temple grec ou romain), mais il est aussi employé pour désigner les pierres d'un dolmen ou le dolmen lui-même. Environ 5 000 structures mégalithiques de ce type ont été construites au Néolithique dans l'ouest de la péninsule Ibérique par les successeurs de la culture de la céramique cardiale ou Cardial.
Il est classé monument national depuis 1910 .

## Description
Ce monument mégalithique, probablement construit entre le Néolithique et le Chalcolithique (entre la fin du IVe millénaire av. J.-C. et la première moitié du IIIe millénaire).
C'est une chambre funéraire polygonale avec sept orthostates de granite d'environ 2,20 m de hauteur, avec un sommet légèrement détérioré qui présente plusieurs fossettes gravées. La chambre a un diamètre d'environ 3 m. Le couloir d'entrée (ou allée couverte), avec quatre des piliers d'origine encore visibles, mesure environ 4 m de long, sans dalle de recouvrement. On aperçoit encore les vestiges d'un monticule de terre et de pierre (tumulus) qui aurait recouvert le tombeau. Le monticule avait un diamètre d’environ 8 m. Les fouilles ont permis de découvrir des poteries, des couteaux et des pointes de flèches. 

## Historique

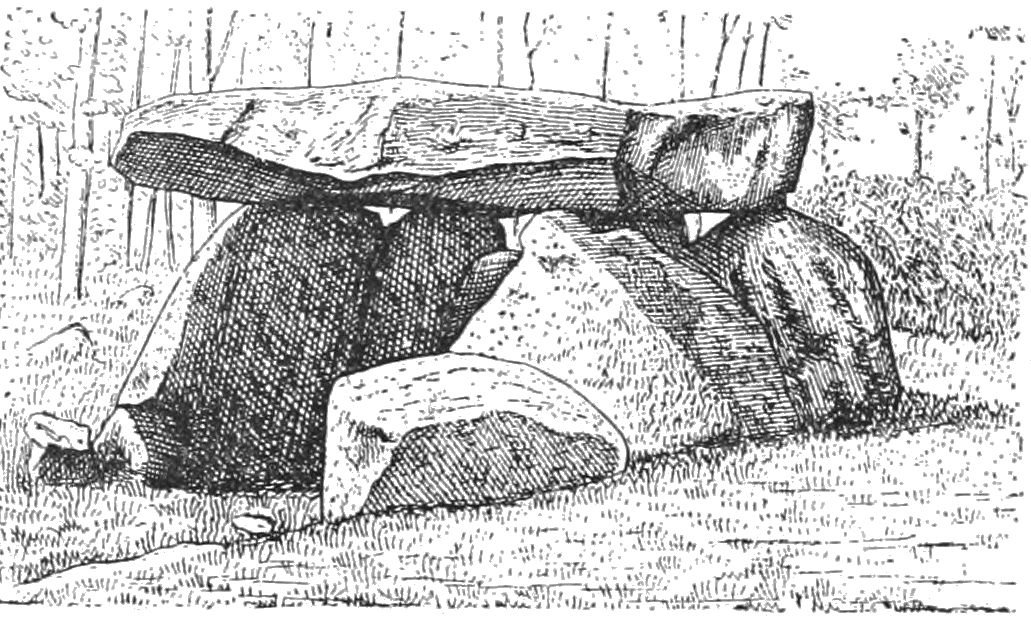
Tracé de l'Anta de Vidigueira par G. et V. Leisner

L'Anta da Vidigueira a été identifiée pour la première fois en 1879 par Gabriel Pereira et publiée en 1883 qui a reçu une diffusion nationale. L'anta fut visitée par les archéologues allemands Georg and Vera Leisner (en) en mars 1945. Ils firent des dessins de son tracé, qu'ils publièrent en 1949, ainsi que des informations sur de nombreux monuments de la municipalité de Redondo, où ils travaillaient par intermittence depuis 1932. Cependant, bien que les Leisner aient apporté une contribution fondamentale à la connaissance du mégalithisme dans la municipalité, ils n'ont fouillé aucun de ses monuments, probablement parce que leur attention était concentrée sur d'autres régions disposant d'un meilleur soutien logistique local. Aucune fouille officielle n'a été réalisée jusqu'en mars 2008, lorsque Rui Mataloto de la municipalité de Redondo, avec l'aide d'étudiants en archéologie, a effectué 12 jours de travaux sur le terrain. 
Bien que des objets datant de la période néolithique aient été découverts dans la tombe, relativement peu d'éléments lithiques ou céramiques ont été identifiés. Les éléments lithiques semblent avoir été utilisés principalement à des fins votives. Deux grandes lames de silex ont été retrouvées dans la chambre, ainsi que quelques fragments de silex à la fois dans la chambre et dans le couloir. Quatre pointes de flèches ont été trouvées dans et autour du couloir, deux en silex et une en quartz blanc. Quelques colliers de perles en schiste ont été découverts, mais les outils en pierre polie que l'on trouve normalement dans les mégalithes de la région de l'Alentejo manquaient. Cependant, cela peut être dû à un pillage antérieur ou au fait que le site n'a pas été entièrement fouillé. La poterie préhistorique était également relativement rare et ce qui a été trouvé n'était pas décoré. Des poteries datant de l'occupation romaine du Portugal ont également été découvertes.

## Galerie

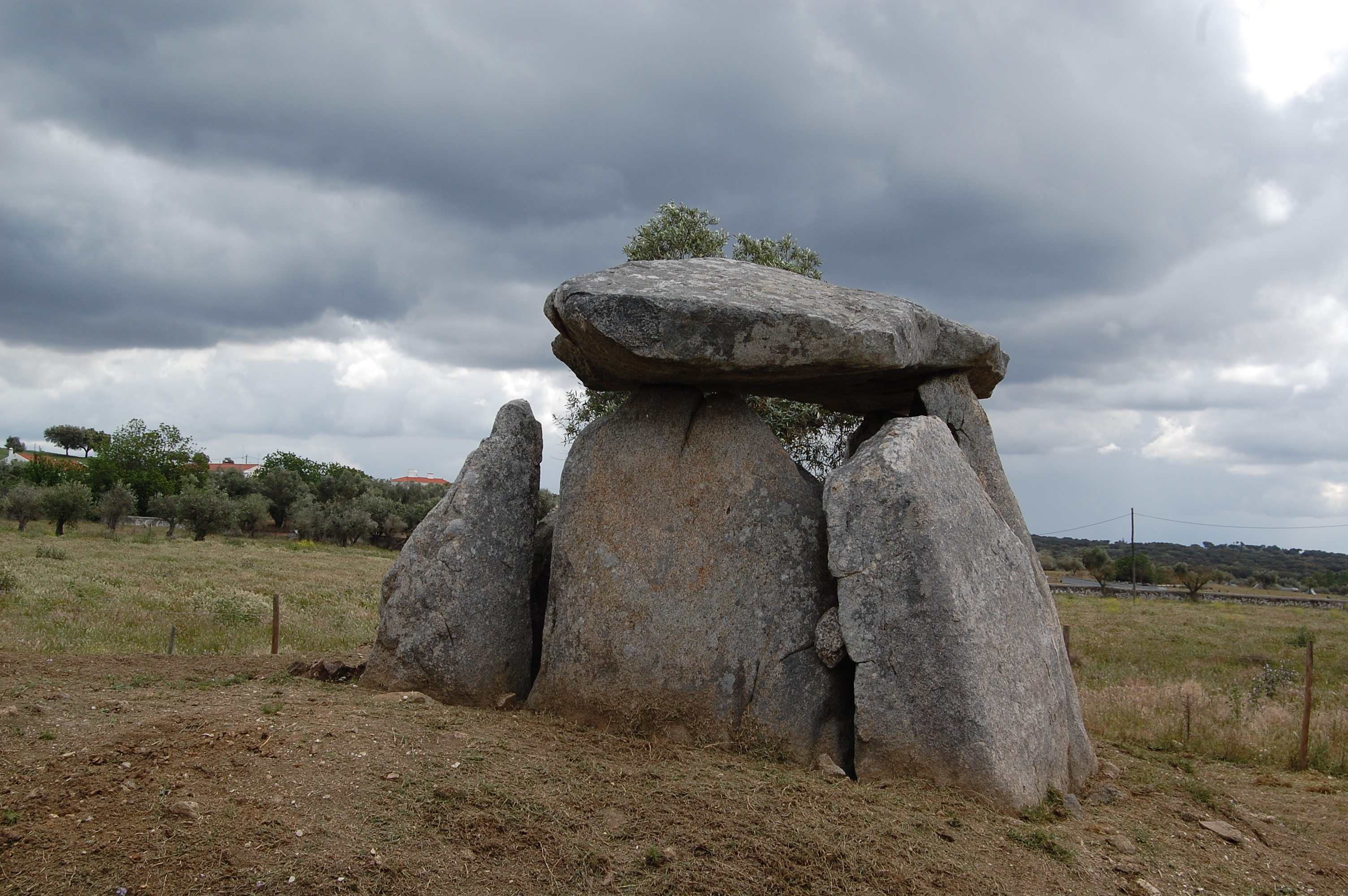
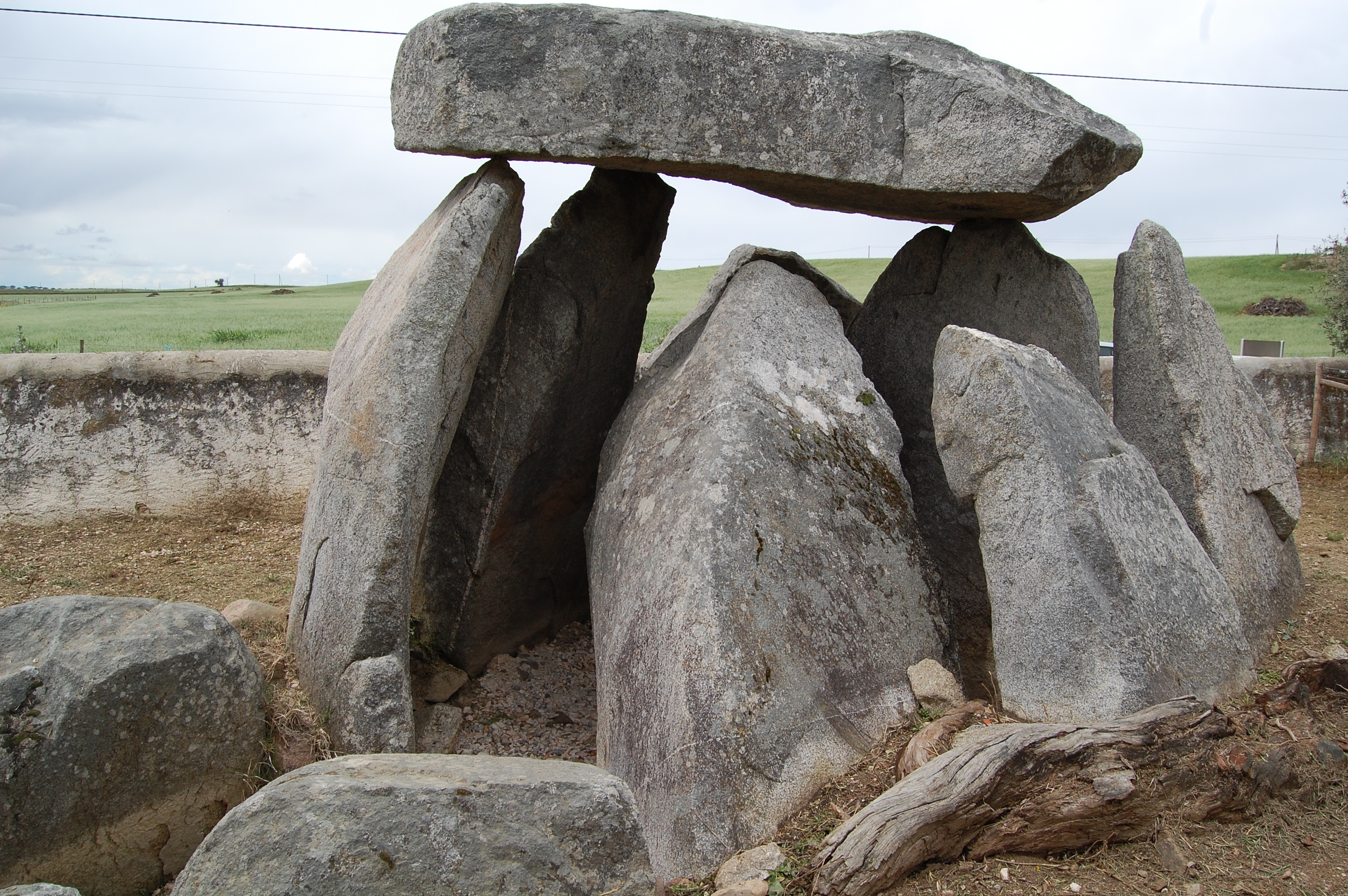